# قانون كوري
قانون كوري في الفيزياء هو قانون اكتشفه العالم الفرنسي بيير كوري عن مغناطيسية المواد . في المواد ذات قابلية مغناطيسية مسايرة تتناسب كمية المغنطة مع شدة المجال المغناطيسي المؤثر عليها من الخارج (بالتقريب). ولكن عندما ترتفع درجة حرارة المادة فإن ذلك التناسب ينخفض: فإذا ثبتنا شدة المجال المغناطيسي الخارجي فتكون مغناطيسية لمادة متناسبة عكسيا مع درجة الحرارة. وهذه صيغة قانون كوري:
{\displaystyle \mathbf {M} =C\cdot {\frac {\mathbf {B} }{T}},}
حيث:
{\displaystyle \mathbf {M} } المغناطيسية الناتجة
{\displaystyle \mathbf {B} } المجال المغناطيسي الخارجي ويقاس ب تسلا
{\displaystyle T} درجة الحرارة المطلقة،T وتقاس ب كلفن
{\displaystyle C} ثابت كوري وهيC درجة حرارة مميزة للعنصر.

## مقدمة
اكتشف العالم الفرنسي بيير كوري هذا القانون عمليا حيث قام بالقياسات وصياغة القانون المناسب لها . وهي تنطبق عند درجات الحرارة العالية أو عندما تكون شدة المجال المغناطيسي ضعيفة .
وينطبق القانون في حالة الأنظمة المثالية المكونة من عدد جسيمات {\displaystyle N} لها عزم مغزلي= ½
ويشترط في النظام المثالي هنا الآتي:
- حالة قاعية لجسيمات معزولة حراريا،
- عدم وجود تشابك عزم مغزلي-عزم مداري ,
- عدم وجود تأثير ليجاندنفيلد ,
- مغناطيسية منتظمة ,
- عدم وجود تأثر بين الجسيمات .

## وصف القانون

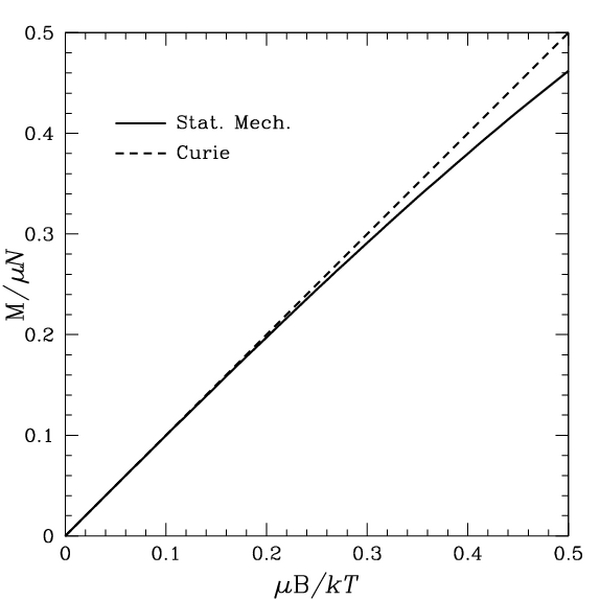
اعتماد مغناطيسية M مادة ذات مغناطيسية مسايرة على الحرارة، (التناسب عكسي).

تتكون المادة من ذرات مكونة من نواة الذرة نواة ثقيلة موجبة الشحنة، وتحوم حولها إلكترونات في مدارات . ومن صفات الإلكترون أن له عزم مغزلي - أي يدور حول نفسه - ومقدار وعدد كمه المغزلي يساوي 1/2 . لذلك يتصرف الإلكترون وبالتالي الذرة كما لو كان مغناطيسا صغيرا له عزم مغناطيسي ، ويمكن ان يتفاعل مع مجال مغناطيسي خارجي.
نفترض حالة جسيم له عزم مغزلي مساويا 1/2 كنموذج حيث يتخذ العزم المغزلي اتجاه المجال المغناطيسي المسلط عليه من الخارج. ويتسم الإلكترون ب عزم مغناطيسي نظرا لدورانه حول نفسه، وهو يتأثر بالمجال المغناطيسي الخارجي ويتخذ نفس اتجاهه وهو في ذلك يتصرف تصرف مغناطيس ثنائي القطب صغير. ويتخذ العزم المغناطيسي للإلكترون هذا الاتجاه إذا كان ذلك يضمن له أن يحتل طاقة صغيرة، وأن يكون الاتجاه العكسي مقترنا بأن يضطره لشغل طاقة أعلى لا تناسبه .
وقد يعتقد البعض أن جميع العزوم المغناطيسية في المادة ستتخذ الاتجاه الموازي للمجال الخارجي. ولكن ذلك يعتمد على درجة الحرارة للأسباب الآتية:
- توزيع بولتزمان : بزيادة درجة الحرارة تزيد احتمال العزم المغناطيسي للإلكترون أن يتخذ اتجاها معاكسا لاتجاه المجال المغناطيسي الخارجي.
- الطاقة الحركية للجسيم: فالجسيم يزداد اهتزازا وحركة كلما ارتفعت درجة الحرارة مما يجعله يخرج عن الاتجاه الموازي للمجال الخارجي .

القابلية المغناطيسية {\displaystyle \chi _{\mathrm {m} }} تعتمد على عدد العزوم المغناطيسية التي تتخذ نفس اتجاه المجال المغناطيسي الخارجي وعدد العزوم التي تتخذ الاتجاه المعاكس . ولحساب القابلية المغناطيسية فلا بد من أخذ شدة المحال المغناطيسي الخارجي وكذلك التأثيرات الحرارية المعاكسة في الحسبان. وتعبر معادلة بريلوين عن تلك الخصائص الكمومية بطريقة صحيحة لحساب القابلية المغناطيسية.
ويمثل قانون كوري حالة خاصة لدالة بريلوين لمجال مغناطيسي ضعيف ودرجات حرارة عالية.
{\displaystyle \chi _{\mathrm {m} }={\frac {C}{T}}} (قانون كوري)
ويتكون ثابت كوري {\displaystyle C} من :
{\displaystyle C=\mu _{0}\,n\,{\frac {\mu ^{2}}{3\,k_{\mathrm {B} }}}}
حيث:
{\displaystyle \mu _{0}} نفاذية الفراغ,
{\displaystyle n} كثافة الجسيمات ,
{\displaystyle k_{\mathrm {B} }} ثابت بولتزمان
{\displaystyle \mu } مقدار مغناطيسية الجسيمات ذات خاصية مغناطيسية مسايرة التي يتكون منها النظام . وطبقا لقانون كوري تعتمد مغناطيسية الجسيمات على درجة الحرارة .
في أحوال كثيرة تعين القابلية المغناطيسية وثابت كوري بالنسبة للمولية بدلا من الصيغة الحجمية للمادة . فنحصل على:
{\displaystyle \chi _{\mathrm {m,mol} }={\frac {C_{\mathrm {mol} }}{T}}}
و :
{\displaystyle C_{\mathrm {mol} }=\mu _{0}N_{\mathrm {A} }\mu ^{2}/3k_{\mathrm {B} }},
حيث:
{\displaystyle N_{\mathrm {A} }} عدد أفوجادرو .

## استنباطه لجسيمات ذاتعزم مغزلي1/2
يعتمد العزم المغناطيسي للإلكترون على {\displaystyle {\vec {\mu }}} على عزمه المغزلي
{\displaystyle \;{\vec {s}}}، وبالتالي عدد كم مغزلي
{\displaystyle s} = 1/2 :
{\displaystyle |\,{\vec {\mu }}\,|\;=\;g_{s}\,{\sqrt {s\,(s+1)}}\,\mu _{\mathrm {B} }\quad \quad {\mathsf {;}}\quad \quad g_{s}\;\approx \;2}
حيث:
{\displaystyle g_{s}} معامل لاندي للعزم المغزلي للإلكترون
{\displaystyle \mu _{\mathrm {B} }} بور ماجنيتون.
وفي وجود مجال مغناطيسي خارجي يكون لجسيم عزمه المغزلي 1/2 وضعين اتجاهين فقط، إما موازيا أو معاكسا لاتجاه المجال المغناطيسي (قارن تأثير زيمان) . ويتبع عدد الكم المغزلي ms = −½، للحالة المناسبة الموازية للمجال المغناطيسي الخارجي، كما يتبع عدد الكم المغزلي ms = +½ للحالة الأقل مناسبة من وجهة طاقة الإلكترون، وهي الوضع المعاكس .
{\displaystyle E_{m_{s}}\;=\;g_{s}\,m_{s}\,\mu _{\mathrm {B} }\,B}
حيث :
{\displaystyle B} هي جزء من كثافة الفيض المخناطيسي الذي يمثل فرق الطاقة بين مستوى طاقة الإلكترون 1/2 ومستوى الطاقة للإلكترون -1/2 .
ويبلغ ذلك الفرق في طاقتي الحالتين :
{\displaystyle \Delta \,E\;=\;E_{m_{s}=+{\frac {1}{2}}}\;-\;E_{m_{s}=-{\frac {1}{2}}}\;=\;g_{s}\,\mu _{\mathrm {B} }\,B}
وبافتراض عدد جسيمات ثابت ودرجة حرارة ثابتة تعطينا توزيع بولتزمان احتمال شغر الإلكترونات {\displaystyle p_{m_{s}}} لتلك الحالتين:
{\displaystyle p_{m_{s}=\pm {\frac {1}{2}}}\;=\;{\frac {\exp \left(-\,\beta \,E_{m_{s}=\pm {\frac {1}{2}}}\right)}{\exp \left(-\,\beta \,E_{m_{s}=+{\frac {1}{2}}}\right)\;+\;\exp \left(-\,\beta \,E_{m_{s}=-{\frac {1}{2}}}\right)}}\quad \quad \quad {\mathsf {;}}\quad \quad \quad \beta \;=\;{\frac {1}{k_{\mathrm {B} }\,T}}}
حيث:
{\displaystyle k_{\mathrm {B} }} ثابت بولتزمان ,
{\displaystyle T} درجة الحرارة كلفن.
فعند درجة حرارة ثابتة وكثافة الخطوط المغناطيسية ثابتة يمكن بواسطة تلك المعادلة حساب احتمالي شغر الغلكترونات في النظام للحالتين (حالة الإلكترون وعزمه المغناطيسي موازيا للمجال المغناطيسي الخارجي، وحالة أن يكون العزم المغناطيسي للإلكترون معاكسا). زمن احتالي شغر الجالتين نحصل على مقدار مغناطيسية النظام (باعتبار أنها تنشأ فقط عن العزم المغناطيسي للإلكترونات وحدها في مادة مغناطيسية مسايرة):
{\displaystyle M\;=\;n\;\sum _{m_{s}=-{\frac {1}{2}}}^{m_{s}=+{\frac {1}{2}}}\;\mu _{z,m_{s}}\,p_{m_{s}}}
حيث :
{\displaystyle \mu _{z,m_{s}}} متجه العزم المغناطيسي للإلكترون في اتجاه المجال المغناطيسي الخارجي،
{\displaystyle \mu _{z,m_{s}}\;=\;g_{s}\,\mu _{\mathrm {B} }\,\,m_{s}}
وتعتمد القابلية المغناطيسية على مقدار مغناطيسية المادة بالعلاقة :
{\displaystyle \chi _{\mathrm {m} }\;=\;{\frac {\partial M}{\partial B}}}
والآن يمكن الحصول على «قانون كوري» في حالة تقريبية وذلك بافتراض أن المجال المغناطيسي الخارجي ضعيف وان درجة الحرارة مرتفعة نسبيا (فلا يكون لأحد منهما تاثير على الآخر):
{\displaystyle \chi _{\mathrm {m} }\;=\;{\frac {C}{T}}\quad \quad \quad {\mathsf {by}}\quad \quad \quad {\frac {\Delta \,E}{k_{\mathrm {B} }\,T}}\;\ll \;1}
في تلك المعادلة نجد {\displaystyle C} ثابت كوري، وهو خاصية تختلف من عنصر لعنصر، أو بمعنى أدق من مادة إلى مادة فقد تكون المادة سبيكة من عنصرين أو ثلاثة أو أكثر .

## اقرأ أيضا
- ثابت كوري
- معامل لاندي
- الاستبقائيّة
- مغناطيسية حديدية
- مغناطيسية مسايرة
- مغناطيسية معاكسة
- درجة حرارة نييل
- درجة حرارة كوري